# Twisted Twins
Twisted Twins in Kentucky Kingdom (Louisville, Kentucky, USA) war eine Duelling-Holzachterbahn der Hersteller Custom Coasters International (Schienen) und Martin & Vleminckx (Stützen), die am 20. Juni 1998 als Twisted Sisters eröffnet wurde. Nachdem ein Bandmitglied der Gruppe Twisted Sister dem Park mit einer Anklage drohte, wurde die Bahn 2002 in Twisted Twins umbenannt. Seit 2008 ist die Bahn geschlossen.
Die beiden Strecken Stella und Lola waren jeweils 914 m lang und erreichten eine Höhe von 24 m. Die Höchstgeschwindigkeit betrug 89 km/h.

## Züge
Twisted Twins besaß sieben Wagen pro Zug. In jedem Wagen konnten vier Personen (zwei Reihen à zwei Personen) Platz nehmen.